# ورزشگاه بوچئون
ورزشگاه بوچئون (به لاتین: Bucheon Stadium) یک ورزشکاه فوتبال در کره جنوبی است که در بوچئون واقع شده‌است.